# Club Sportivo y Recreativo El Quequén
El Club Sportivo y Recreativo El Quequén, conocido popularmente como "El Quequén de Oriente", es una entidad que tiene su sede en la localidad de Oriente, ubicada en el partido de Coronel Dorrego, en el sudeste de la provincia de Buenos Aires, Argentina. Fue fundado el 5 de octubre de 1919.
Su mayor logro fue el subcampeonato del Campeonato de Campeones de la República Argentina en 1960, una copa nacional organizada por el Consejo Federal de la Asociación de Fútbol Argentino.

## Historia
Nacido el 5 de octubre de 1919, El Quequén fue la primera institución deportiva de Oriente y una de las primeras del pueblo. 
El Club Sportivo Recreativo “El Quequén” de Oriente, debe el origen de su nombre a que sus fundadores pensaron en un nombre sugestivo y el que más atractivo resultara. Donde se buscaba asociar la institución al paraje existente en el Río Quequén Salado, surgieron nombres como “Los Tigres del Quequén”…, es así que esta sugerencia dio lugar a una nueva reconsideración de los directivos que la designó como “El Quequén Fútbol Club”. Posteriormente, en 1921, en Asamblea realizada en la confitería-hotel “El Colón”, se designa con el nombre que ostenta en la actualidad: “Club Sportivo y Recreativo El Quequén”.
En 1937, la entidad obtuvo la personería jurídica, dando así un paso a su futuro desarrollo.
Su primera Comisión Directiva estuvo integrada por: 
Presidente: Pedro Liebana 
Vicepresidente: Ángel Uslenghi (H) 
Secretario: Calixto Artaza 
Pro Secretario: Agustín Iribe 
Tesorero: José María Errasti 
Pro Tesorero: Gregorio Fermín Pérez 
Vocales: Alfredo Thomás, Martín Arribalzaga, Manuel Pérez Yaben, Domingo Iribe, Santiago Pérez, Alejandro Liebana, Nicolás Giancaterino, Faustino Fernández, Manuel Santos, Juan Aguilera 
Miembros honorarios: Emilio Creador y Manuel Álvarez Castillo.

### Campeonato de campeones de 1960
El 29 de septiembre de 2024 y después de una década de gestión, la Asociación del Fútbol Argentino reconoció como oficial el título conseguido por Atlético Tucumán en la Copa Nacional denominada Campeonato de Campeones de la República Argentina.
Dicha final se desarrolló el 30 de enero de 1960 y el otro finalista fue el Club Sportivo y Recreativo El Quequén obteniendo así un subcampeonato a nivel nacional reconocido por AFA.

## Vida social
Uno de los logros que enorgullece a la institución es la fundación de la actual biblioteca, Florentino Ameghino, que se iniciara y comenzara a funcionar en 1930 y ya consolida como Biblioteca Popular.
A lo largo de los años se han practicado en la institución deportes tales como: básquet, pelota a paleta, patín, bowling, bochas, tenis, yoga y ajedrez.

## Palmarés
El Club Sportivo y Recreativo El Quequén, jugó al fútbol federado en las ligas de Coronel Dorrego y de Tres Arroyos.
Campeón en la Liga Regional Tresarroyense de fútbol en 1958 y 1959. Además obtuvo un Campeonato Provincial (1959) y un subcampeonato nacional (1960), tras perder por penales frente al poderoso Atlético Tucumán.
En la liga de Coronel Dorrego fue campeón en 1969, 1992 y 1995, obtuvo dos campeonatos de 3ª división en 1995 y 1996.